# Подводный коммуникационный кабель
Подводный коммуникационный кабель — кабель, проложенный по морскому дну между наземными станциями для передачи телекоммуникационных сигналов через океаны и моря. Первые подводные коммуникационные кабели были проложены в 1850-х годах и предназначались для телеграфной связи. Первый трансатлантический телеграфный кабель начал функционировать 16 августа 1858 года. Последующие поколения подводных кабелей обеспечивали телефонную связь, а затем и передачу цифровых данных. Современные кабели используют оптоволоконные технологии для передачи широкого спектра цифровых данных.
В 1872 году, после соединения острова Ява и города Дарвина на севере Австралии подводным кабелем и завершения строительства австралийской сухопутной телеграфной линии, соединяющей южную и северную части Австралии, телеграфной линией были соединены все континенты (кроме Антарктиды).
Современные кабели для глубоководных участков (которые составляют большую часть линии) обычно имеют диаметр около 25 мм и весят около 1.4 тонны на км. Для неглубоких и прибрежных участков используются более крупные и тяжёлые кабели. В настоящее время подводные кабели соединяют все континенты мира (кроме Антарктиды).

## Ранняя история

### Первые успешные испытания

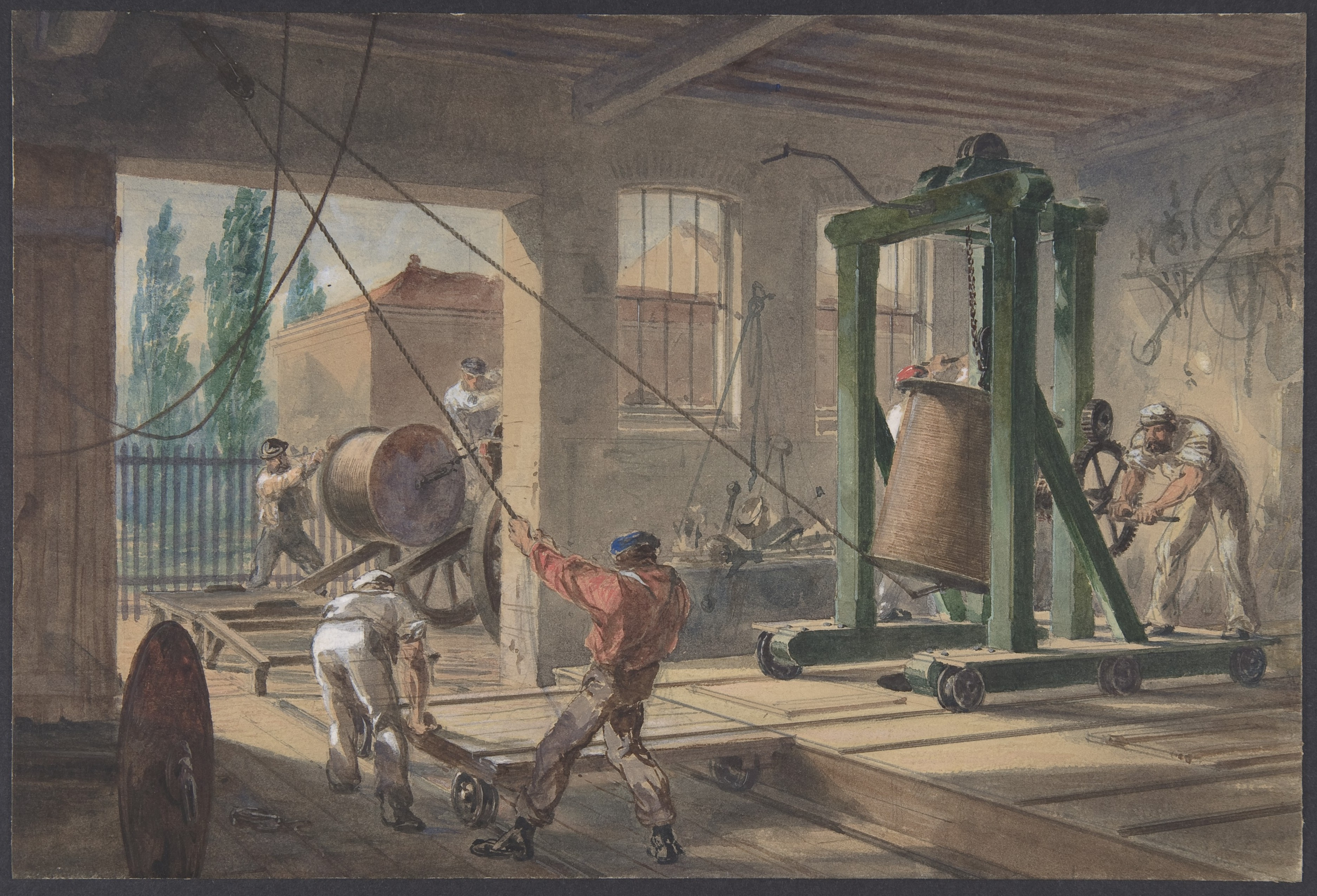
Покрытие телеграфного подводного кабеля гуттаперчей на заводе в Гринвиче

В 1839 году вступила в строй первая телеграфная линия, сооружённая Уильямом Куком и Чарльзом Уитстоном. Почти сразу же возникала идея о подводной телеграфной линии через Атлантический океан, чтобы соединить Европу и Северную Америку. Один из первых экспериментов в этом направлении провёл Сэмюэл Морзе, проложивший в 1842 году по дну Нью-Йоркской бухты подводный кабель, в котором медная проволока была защищена от воды каучуковой изоляцией и пеньковой обмоткой, и производивший передачу телеграмм по этому кабелю. Осенью 1843 года Уитстон провел аналогичный эксперимент в Европе, в бухте Свэнси. Пригодность индийского каучука в качестве хорошего изолятора для покрытия электрического провода испытал ещё в начале XIX века Б. С. Якоби.
В 1842 году был найден ещё один состав, который мог плавиться под воздействием тепла и потому легко наноситься на проволоку: гуттаперча, клейкий сок дерева Palaquium gutta, который завёз в Европу из Индии шотландский хирург Уильям Монтгомери, служивший в Британской Ост-Индской Компании. В отличие от каучука, который не выдерживал перепадов температур и быстро становился хрупким, гуттаперча могла использоваться для изготовления достаточно надёжной изоляции для кабелей, погруженных в воду. Достоинства гуттаперчи как изолятора исследовали Майкл Фарадей и Чарльз Уитстон, который в 1845 году предложил использовать её для покрытия провода в подводном кабеле, который предлагалось проложить через Ла-Манш от Дувра до Кале. К тому времени гуттаперча уже была опробована при прокладке кабеля через Рейн между Дойцем и Кёльном. В 1849 году Чарльз Винсент Уолкер, электрик Юго-Восточной железной дороги, успешно испытал гуттаперчевую изоляцию кабеля длиной в две мили, погруженного в морскую воду у побережья неподалёку от Фолкстона.

### Первые коммерческие кабели

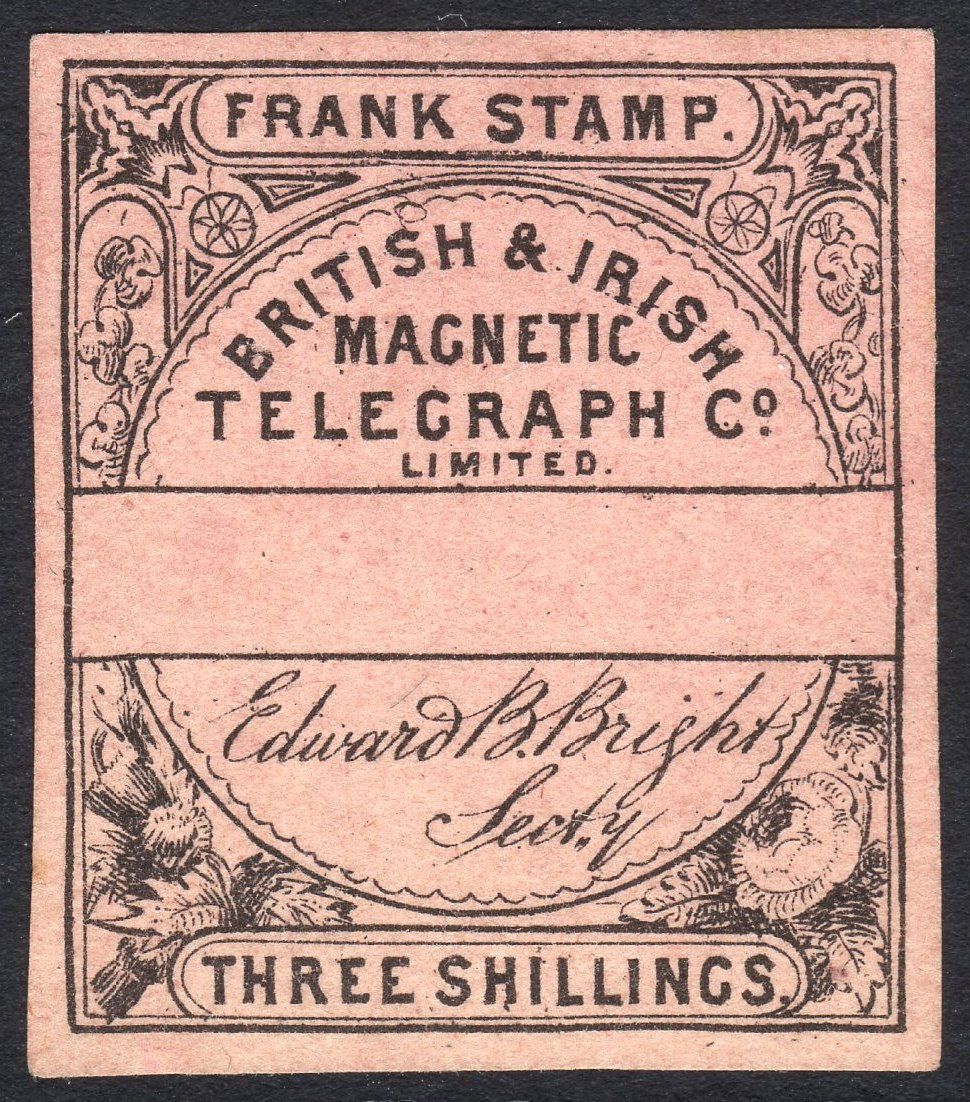
Телеграфная марка British & Irish Magnetic Telegraph Co. Limited (ок. 1862)

В августе 1850 года, получив концессию от французского правительства, компания Джона Уоткинса Бретта проложила первую телеграфную линию по дну Ла-Манша, используя для этого переоборудованный буксир «Голиаф». Кабель представлял собой обычный медный провод, покрытый гуттаперчей, без какой-либо другой защиты, и проект закончился безуспешно. Тем не менее, данный эксперимент обеспечил возобновление концессии, и в сентябре 1851 года новый кабель был проложен с помощью корабля «Blazer», который буксировался от английского к французскому берегу.
В 1853 году были проложены новые кабели, связывающие Великобританию с Ирландией, Бельгией и Нидерландами, а также пересекающие Датские проливы. «British and Irish Magnetic Telegraph Company» 23 мая успешно завершила прокладку телеграфной линии между городами Портпатрик и Донахади, связав Великобританию с Ирландией. Работы по прокладке кабеля выполнялись с помощью углевоза «William Hutt». Это же судно использовалось компанией «Submarine Telegraph» для соединения кабелем Дувра в Великобритании и Остенде в Бельгии. В то же время «Electric & International Telegraph Company» проложила два кабеля через Северное море от Орфорд-Несс до Схевенингена, соединив телеграфной связью Великобританию и Нидерланды. Эти кабели были проложены с помощью парохода «Монарх», который стал первым судном, оборудованным исключительно для прокладки кабеля.
В 1858 году с помощью парохода «Эльба» был проложен телеграфный кабель между островами Джерси и Гернси в Норманском море, а затем через остров Олдерни, в Уэймут, так что в сентябре было обеспечено соединение этих островов с телеграфной сетью Великобритании.
Одновременно начали изучаться проблемы, приводящие к разрыву кабелей (штормы, приливы и отливы, движение песка и камней) и методы ремонта подводных кабелей.

### Прокладка трансатлантического телеграфного кабеля
Первая попытка проложить трансатлантический телеграфный кабель была предпринята Сайрусом Уэстом Филдом, который в 1858 году убедил британских промышленников финансировать и проложить эту линию. Тем не менее, тогдашняя технология была несовершенна; с самого начала работы возникали проблемы, и проложенный кабель работал всего месяц. Последующие попытки в 1865 и 1866 годах были более успешны. С помощью крупнейшего в мире (на то время) парохода «Great Eastern» и более продвинутой технологии прокладки был проложен первый трансатлантический кабель. В 1870 году тот же корабль «Great Eastern» помог проложить первый кабель из Адена (Йемен) в Индию.

### Первенство Британии при прокладке подводных кабелей

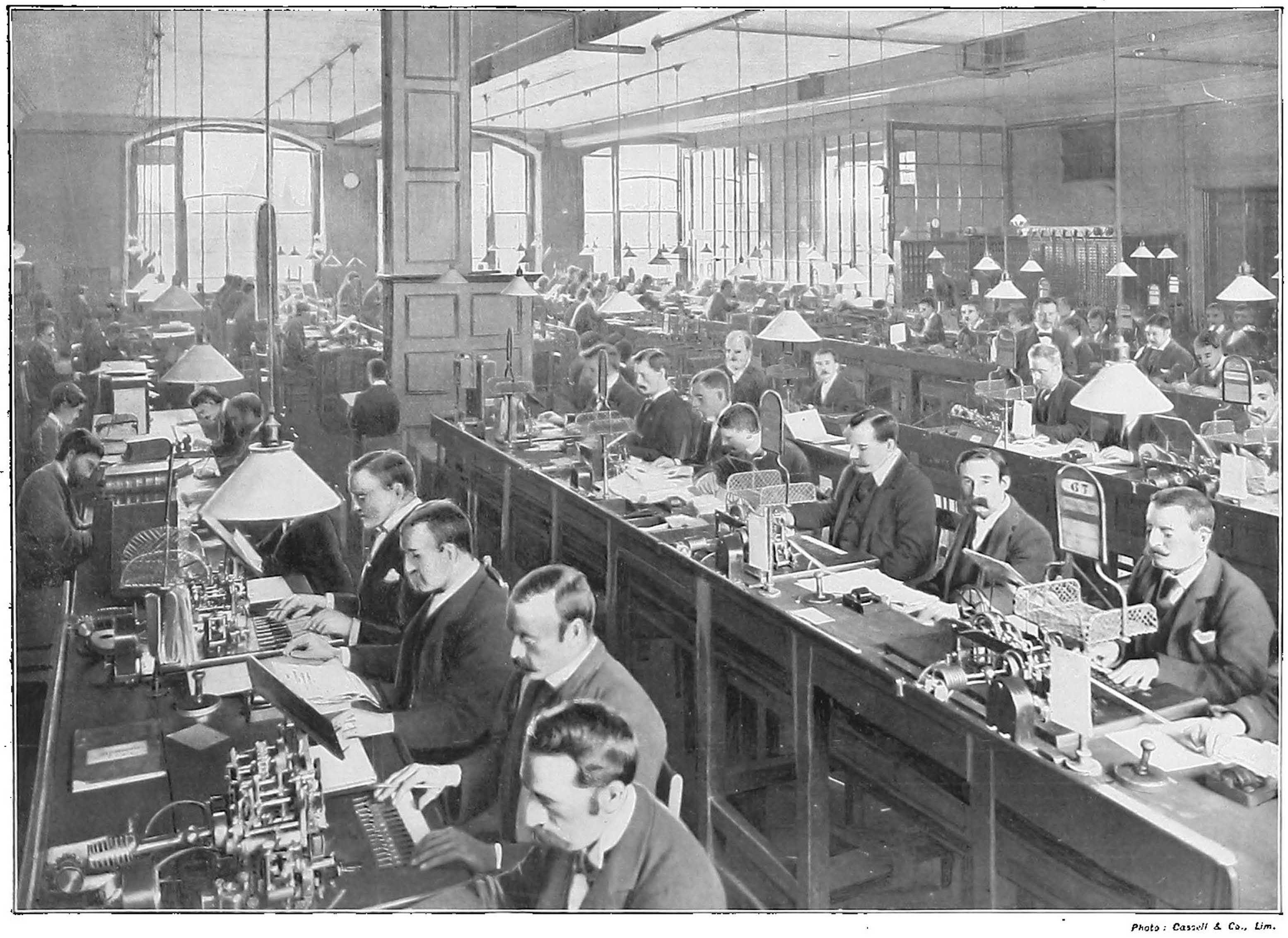
Телеграфисты станции подводного кабеля на Центральном телеграфе в Лондоне. Около 1898

С 1850-х до 1911 года британские подводные кабельные линии передач доминировали на самом важном участке — в Северной Атлантике. Это было связано в первую очередь с тем, что в Великобритании были предприниматели, готовые вложить очень большие деньги в строительство, прокладки и обслуживание подводных кабелей. Эти вложения окупались улучшением связи по всей территории Британской империи, что делало более эффективной работу торговых и судоходных компаний, информационных агентств (например, «Рейтерс») а также британского правительства, армии и флота. Торговые компании начали использовать подводные телеграфные кабели для общения с капитанами судов в пунктах назначения, и давать указания относительно того, куда идти дальше, чтобы забрать груз, основываясь на сообщенных ценах и информации о поставках. Британское правительство использовало телеграфную сеть для поддержания административных связей с губернаторами по всей территории империи. В британских колониях проживало значительное количество европейцев, поэтому известия из колоний были интересны широкой общественности в метрополии.
Важную роль играло также географическое положение. На восточной стороне Атлантики находилась Ирландия, а на западной стороне — остров Ньюфаундленд. Обе территории входили в Британскую империю, что обеспечивало кратчайший путь для прокладки кабелей через океан и значительно сокращало расходы.
Британские официальные лица стремились создать всемирную телеграфную сеть, которая обеспечила бы бесперебойную связь на всей территории Британской империи, особенно во время военных действий, и наоборот подготовили стратегии, чтобы быстро прервать коммуникацию противника. После объявления войны Германии в 1914 году первым действием Британии было перерезывание пяти кабелей, которые связывали Германию с Францией, Испанией и Азорскими островами, а через них, с Северной Америкой.
О том, что Британия доминировала в области подводных телеграфных коммуникаций, свидетельствует тот факт, что из тридцати кораблей для укладки кабеля двадцать четыре принадлежали британским компаниям. В 1892 году британские компании владели и эксплуатировали две трети кабельных систем в мире, а к 1923 году их доля, хотя и уменьшилась, но по-прежнему составляла 42.7 процента.

### Кабель в Индию, Сингапур, на Дальний Восток и Австралию

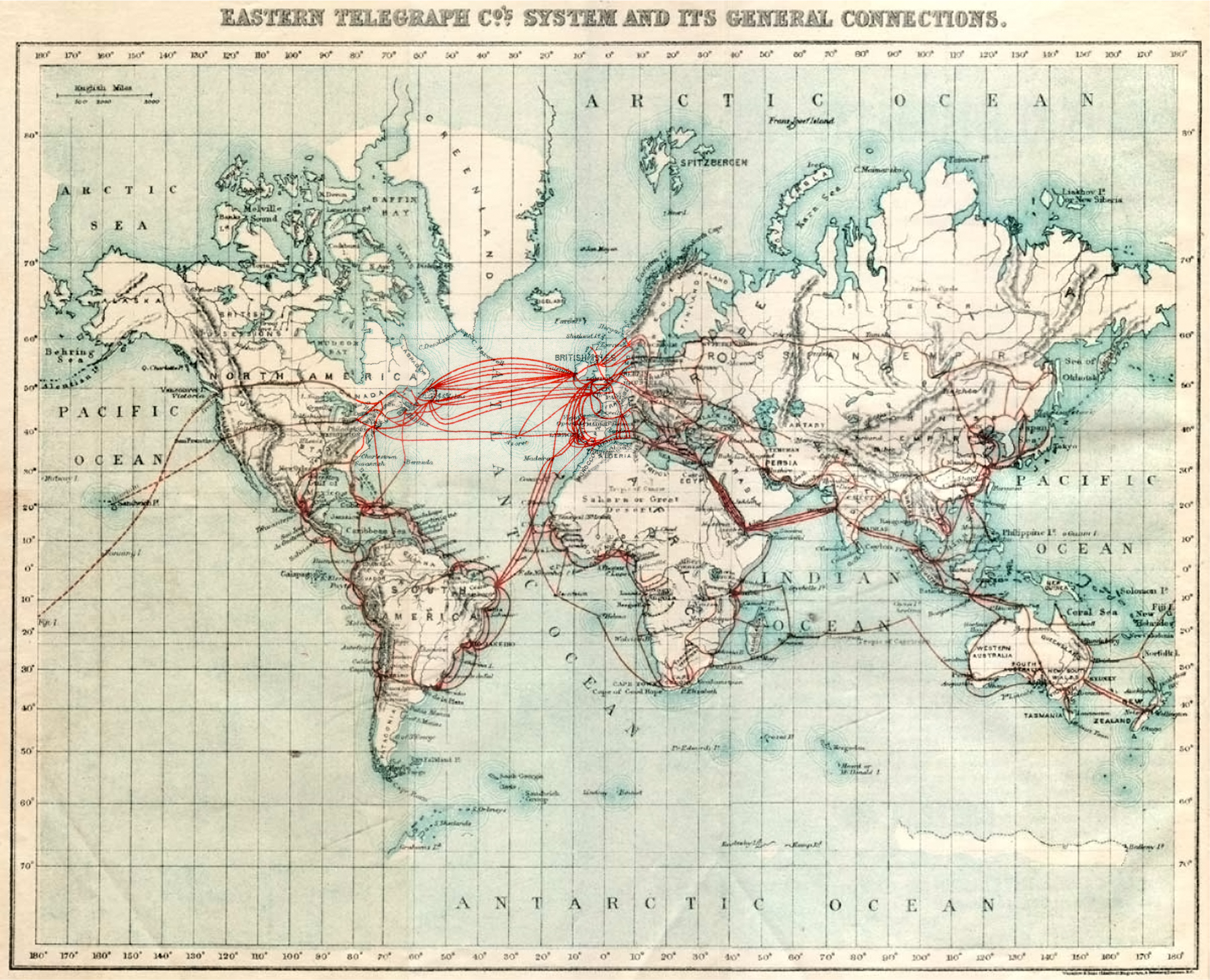
Сеть Восточной телеграфной компании в 1901 году. Пунктирные линии через Тихий океан указывают на кабели, проложенные в 1902-03 годах.

В течение 1860-х и 1870-х годов британские кабельные сети продвигались на восток, в Средиземное море и Индийский океан. Кабель 1863 года до Бомбея, Индия (ныне Мумбаи), обеспечил также связь с Саудовской Аравией. В 1870 году Бомбей с помощью подводного кабеля был связан с Лондоном. В 1872 году четыре компании, участвовавшие в прокладке кабеля до Бомбея, объединились в гигантскую Восточную телеграфную компанию, хозяином которой стал Джон Пендер. Филиал этой компании занимался прокладкой кабеля в Китай и в Австралию. В 1872 году кабель связал Австралию с Бомбеем через Сингапур и Китай, а в 1876 году кабельная связь протянулась от Лондона до Новой Зеландии.

### Подводные кабели через Тихий океан
Прокладка первых кабелей через Тихий океан, обеспечивающих передачу телеграфных сообщений, была завершена в 1902 и 1903 годах. С их помощью материковая часть США была в 1902 году соединена с Гавайями, а затем, в 1903 году, с островом Гуам и Филиппинами. Канада, Австралия, Новая Зеландия и Фиджи также были связаны в 1902 году с тихоокеанским сегментом Всемирной Британской телеграфной сети. Япония была подключена к системе в 1906 году. Связь с атоллом Мидуэй была прекращена в 1941 году из-за Второй мировой войны, но оставшаяся часть сети оставалась в эксплуатации до 1951 года.
Первый транстихоокеанский телефонный кабель был проложен от Гавайских островов до Японии в 1964 году. В том же 1964 году для связи между Сиднеем и Ванкувером был открыт кабель Commonwealth Pacific (COMPAC) с пропускной способностью 80 телефонных каналов, а в 1967 году была открыта система Содружества Юго-Восточной Азии (SEACOM) с пропускной способностью 160 телефонных каналов. 

## Конструкция кабелей

Современный подводный кабель в разрезе:
1 — полиэтилен;
2 — майларовая лента;
3 — скрученная стальная проволока;
4 — алюминиевая водоизолирующая перегородка;
5 — поликарбонат;
6 — медная или алюминиевая труба;
7 — гидрофобный заполнитель;
8 — оптические волокна.

Трансатлантические кабели XIX века состояли из наружного защищающего стального слоя, позднее заменённого стальной проволокой, и изоляционной обмотки из гуттаперчи вокруг многожильного кабеля из медной проволоки в центре. Участки, расположенные в прибрежных концах кабеля, имели дополнительные слои защитной брони. Гуттаперча, натуральный полимер, во многом похожий на каучук, обладает почти идеальными свойствами для изоляции подводных кабелей. Единственным её недостатком является довольно высокая диэлектрическая проницаемость, что повышало общую ёмкость кабеля. Гуттаперча применялась до 1930-х годов, пока её не заменили на полиэтилен. Тогда полиэтилен был стратегическим материалом и применялся только в военной технике. Однако первый подводный кабель, в котором использовался полиэтилен, был проложен только в 1945 году, ещё во время Второй мировой войны, через Ла-Манш. В 1920-х годах американские военные экспериментировали с кабелями с резиновой изоляцией в качестве альтернативы гуттаперче, поскольку американцы контролировали поставки натурального каучука, но не гуттаперчи. Водонепроницаемость подводных кабелей повысилась после того, как в 1926 году благодаря исследованиям Джона Т. Блейка появилась возможность удалять из каучука находившиеся там протеины.
Многие ранние подводные кабели повреждались морскими котиками. Корабельные черви и черви вида Xylophaga повреждали изоляцию. Вредители проникали внутрь между стальными защитными проволоками кабеля или через повреждения в защитной броне. Зафиксированы случаи, когда кабели прокусывали акулы, а в 1873 году кабель, проложенный в Персидском заливе между Карачи и Гвадаром, повредил кит, который, по всей видимости, пытался использовать кабель для очистки ракушек в том месте, где кабель резко спускался по крутому обрыву. Несчастный кит запутался в кабеле и утонул. Его вместе с кабелем с большим трудом смог поднять на поверхность ремонтный корабль.

## Возникшие проблемы и их решение
Эксплуатация первых дальних подводных кабелей выявила серьёзные проблемы. Во-первых, для преодоления очень большого активного сопротивления кабеля использовали сигналы высокого напряжения, из-за чего часто происходил пробой изоляции и короткие замыкания. Во-вторых обнаружилось, что при прохождении по длинному кабелю телеграфных импульсов, их форма изменялась, что делало невозможной передачу информации на высоких скоростях (более 10 — 12 слов в минуту)
Уилдман Уайтхауз, бывший в то время главным электротехником «Atlantic Telegraph Company» считал, что эти проблемы будут решены если ещё более повысить напряжение сигнала. Математик и физик Уильям Томсон, напротив, считал, что несущий сигнал должен иметь невысокое напряжение, а причины неисправности в том, что морская вода, проникая под стальную оплётку, создавала дополнительную ёмкость, которой уже нельзя было пренебрегать. Томсон провёл математический анализ распространения электрических сигналов в протяжённых проводниках с учётом их реактивного сопротивления и определил условия прохождения сигнала, обеспечивавшие высокую скорость передачи сообщения.
По расчетам Томсона электрический импульс перемещался по кабелю не с постоянной скоростью, а с запозданием, которое было пропорционально произведению сопротивления и ёмкости проводника или пропорционально квадрату его длины. Для трансатлантической линии длиной 4000 км время запаздывания сигнала составляло десятки секунд.
Томсон также объяснил изменение формы импульсов, проходящих по очень длинному кабельному проводу. Время запаздывания сигнала и его поглощение при движении по кабелю зависели также и от частоты сигнала. Прямоугольные импульсы тока на одном конце кабеля можно было разложить в ряд Фурье, представив их, как сумму синусоид с различными частотами и амплитудами. Эти слагаемые Фурье-разложения появлялись на другом конце кабеля в разное время и с изменёнными амплитудами, так что их сумма после прохождения по трансатлантическому кабелю могла совсем не походить на первоначальный прямоугольный импульс.
Для сокращения времени запаздывания Томсон предложил уменьшить сопротивление и ёмкость кабеля, увеличив сечение его проводников и увеличив толщину изоляции, а также используя для проводов как можно более чистую медь. Это устранило проблемы передачи сигнала по трансатлантическому кабелю. Кроме того, Томсон определил резонансную частоту сигнала, при которой искажения и запаздывание станут минимальными. Томсон лично участвовал в прокладке кабеля от Ирландии до Ньюфаунленда, внедрив несколько важных изобретений, в том числе, применив для приёма слабого электрического сигнала очень чувствительный зеркальный гальванометр.
Томсон запатентовал ряд своих изобретений и продал их телеграфным компаниям. За его вклад в практику и теорию трансокеанической телеграфии, он получил от королевы Виктории рыцарское звание и титул лорда Кельвина.

### Трансатлантическая телефония

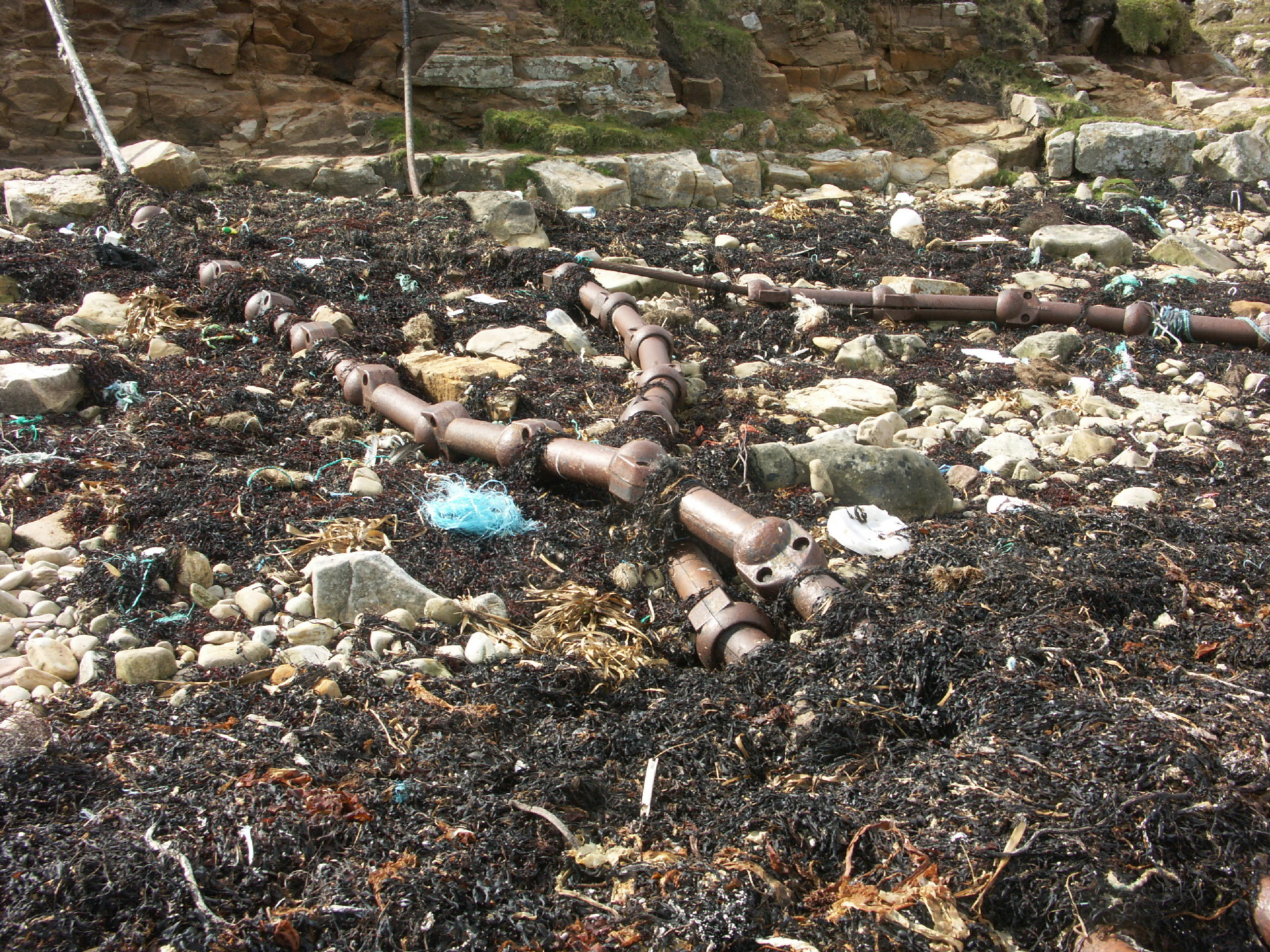
Подводные кабели связи выходят на шотландский берег, Оркнейские острова

На заре развития телефонной связи возникала проблема невозможности связи на больших расстояниях из-за искажения электрического сигнала в линии вследствие наличия распределённой индуктивности у проводников и распределённой ёмкости между проводниками. Телеграфный сигнал проходил по линии без проблем, так как имел относительно низкочастотный спектр. Спектр частот телефонного сигнала был относительно широкополосным и высокочастотным, поэтому вследствие значительного затухания высокочастотных составляющих спектров собеседники, разделённые всего несколькими десятками километров уже не могли разобрать речь друг друга.
Самый простой способ уменьшения затухания высокочастотных составляющих спектра частот телефонного сигнала на линии был придуман Михайлом Пупиным. Он заключался в искусственном увеличении индуктивности телефонной линии путём последовательного включения в линию через определённое расстояние катушки с индуктивностью, примерно на два порядка превышающей индуктивность самой линии. Такой способ иногда называется пупинизацией.
Прокладка трансатлантического телефонного кабеля серьёзно рассматривалась с 1920-х годов, но первая попытка прокладки телефонного кабеля провалилась в начале 1930-х годов из-за Великой депрессии.
Первой трансатлантической телефонной кабельной системой была ТАТ-1. В 1955—1956 годах был проложен кабель между заливом Галланач, недалеко от города Обана в Шотландии до Кларенвилля в канадской провинции Ньюфаундленд и Лабрадор. Кабель был открыт 25 сентября 1956 года и первоначально в нём было 36 телефонных каналов.

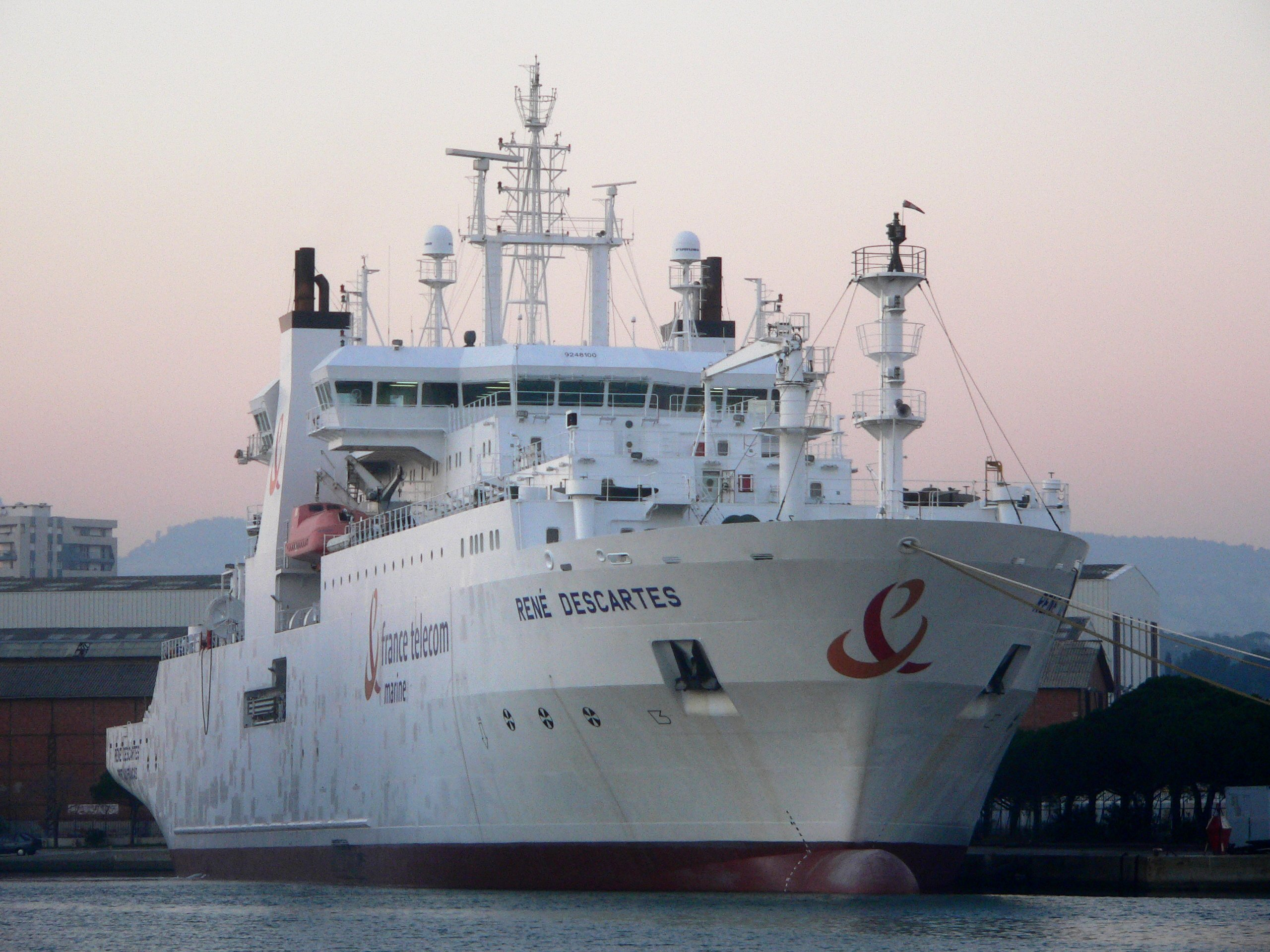
Кабельное судно Рене Декарт (корабль) флота «France Telecom»

В 1960-х годах трансокеанские кабели были коаксиальными, которые использовали частотное разделение каналов (мультиплексирование) для передачи голосовых сигналов. По внутреннему проводнику шёл постоянный ток высокого напряжения, который питал ретрансляторы, расположенные вдоль кабеля на определённом расстоянии друг от друга. Ретрансляторы первого поколения считаются одними из самых надёжных ламповых усилителей, когда-либо созданных. В 1966 году, после десяти лет службы ни одна из 1608 ламп в ретрансляторах не сгорела. Подводные ретрансляторы AT&T работали без сбоев более чем 100 миллионов лампо-часов. Позднее ламповые ретрансляторы заменили транзисторными. Многие из этих кабелей все ещё пригодны для работы, но ими уже не пользуются из-за слишком малой пропускной способности, которая делает эксплуатацию такого кабеля коммерчески невыгодной. Некоторые из «заброшенных кабелей» используются для научных измерений геофизических и геомагнитных явлений.

### Интересный факт
Технологию прокладки подводных коммуникационных кабелей в 1942 году использовала компания Siemens Brothers из Нью-Чарльтона, Лондон, совместно с Национальной физической лабораторией Великобритании для создания первого в мире подводного нефтепровода во время операции «Плуто» в ходе Второй мировой войны.

## Устройство подводной телекоммуникационной линии

### Оптические телефонные кабели

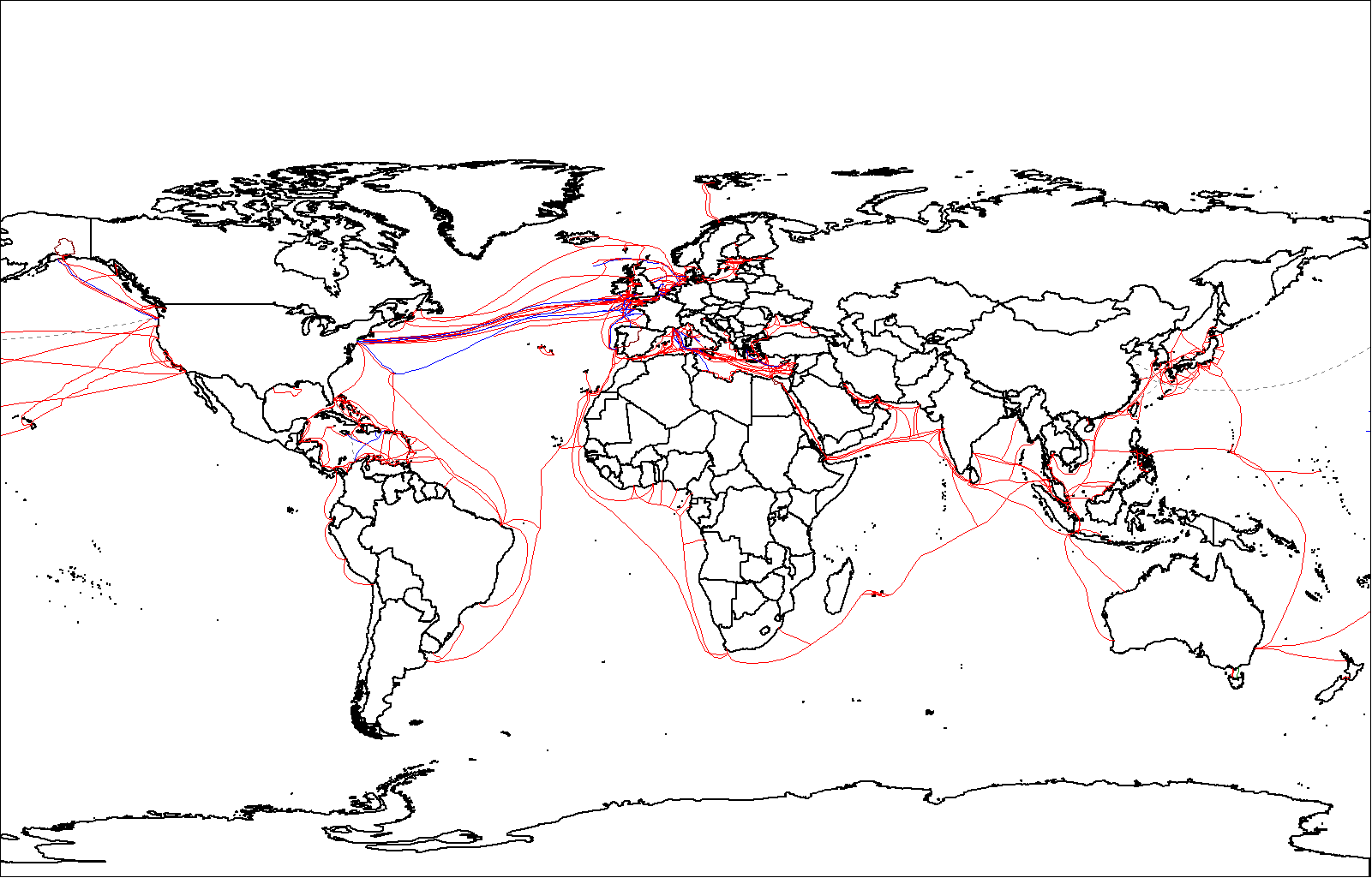
Карта подводных кабелей 2007 года

В 1980-х годах были разработаны оптоволоконные кабели. Первым трансатлантическим телефонным кабелем, в котором использовалось оптоволокно, был ТАТ-8, который вступил в строй в 1988 году. Волоконно-оптический кабель состоит из нескольких пар волокон. Каждая пара имеет одно волокно в каждом направлении. ТАТ-8 имел две рабочие пары и одну резервную пару.
Современные оптоволоконные повторители используют твердотельный оптический усилитель, обычно волоконный усилитель на основе эрбия. Каждый ретранслятор содержит отдельное оборудование для каждого волокна. Они включают реформинг сигнала, измерение ошибок и контроль. Твердотельный лазер отправляет сигнал на следующую длину волокна. Твердотельный лазер возбуждает короткую длину легированного волокна, которое само по себе действует как лазерный усилитель. Когда свет проходит через волокно, он усиливается. Эта система также позволяет мультиплексировать с разделением по длине волны, что значительно увеличивает пропускную способность волокна.
Повторители питаются постоянным током, пропускаемым по проводнику вблизи центра кабеля, поэтому все повторители в кабеле соединены последовательно. Оборудование электропитания установлено на конечных станциях. Обычно оба конца разделяют генерацию тока, причём один конец обеспечивает положительное напряжение, а другой — отрицательное напряжение. Виртуальная точка заземления существует примерно на полпути вдоль кабеля при нормальной работе. Усилители или повторители получают свою мощность от разности потенциалов на них.
Оптическое волокно, используемое в подводных кабелях, выбрано из-за его исключительной четкости, позволяющей пробегать более 100 километров (62 миль) между повторителями, чтобы минимизировать количество усилителей и искажения, которые они вызывают.

Схема оптического подводного кабельного повторителя

Растущий спрос на эти волоконно-оптические кабели превысил возможности поставщиков, таких как AT&T. Необходимость переноса трафика на спутники приводила к получению сигналов более низкого качества. Чтобы решить эту проблему, AT&T пришлось улучшить свои возможности прокладки кабелей. Компания инвестировала 100 миллионов долларов в производство двух специализированных судов для прокладки волоконно-оптических кабелей. К ним относятся лаборатории на кораблях для сращивания кабеля и проверки его электрических свойств. Такой полевой мониторинг важен, потому что стекло оптоволоконного кабеля менее податливое, чем медный кабель, который использовался ранее. Корабли оснащены подруливающими устройствами, которые повышают маневренность. Эта возможность важна, потому что оптоволоконный кабель должен быть проложен прямо от кормы (другой фактор, с которым судам, прокладывающим медный кабель, не приходилось сталкиваться).
Изначально подводные кабели были простыми двухточечными соединениями. С развитием подводных ответвительных блоков (SBU) одной кабельной системой можно было бы обслуживать более одного пункта назначения. Современные кабельные системы теперь обычно располагают свои волокна в самовосстанавливающемся кольце, чтобы увеличить их избыточность, при этом секции подводных лодок следуют по разным путям на дне океана. Одна из причин этого развития заключалась в том, что пропускная способность кабельных систем стала настолько большой, что было невозможно полностью создать резервную копию кабельной системы со спутниковой пропускной способностью, поэтому возникла необходимость обеспечить достаточные возможности наземного резервного копирования. Не все телекоммуникационные организации хотят воспользоваться этой возможностью, поэтому современные кабельные системы могут иметь двойные точки посадки в некоторых странах (где требуется резервное копирование) и только единственные точки посадки в других странах, где резервное копирование или не требуется. емкость страны достаточно мала, чтобы её можно было использовать другими средствами, или резервное копирование считается слишком дорогим.
Дальнейшее развитие избыточного пути сверх подхода самовосстанавливающихся колец — это «ячеистая сеть», в которой оборудование быстрой коммутации используется для передачи услуг между сетевыми путями, практически не влияя на протоколы более высокого уровня, если тракт становится неработоспособным. Чем больше доступных путей для использования между двумя точками, тем меньше вероятность того, что один или два одновременных сбоя предотвратят сквозное обслуживание.
По состоянию на 2012 год операторы «успешно продемонстрировали длительную безошибочную передачу на скорости 100 Гбит/с через Атлантический океан» на маршрутах до 6000 км (3700 миль), что означает, что типичный кабель может перемещать десятки терабит в секунду за границу, Скорости быстро улучшались в предыдущие несколько лет: 40 Гбит/с было предложено на этом маршруте только тремя годами ранее в августе 2009 года.
Коммутация и маршрутизация по морю обычно увеличивают расстояние и, следовательно, задержку прохождения туда и обратно более чем на 50 %. Например, задержка прохождения туда-обратно (RTD) или задержка самых быстрых трансатлантических соединений составляет менее 60 мс, что близко к теоретическому оптимуму для всего морского маршрута. Хотя теоретически большой круговой маршрут между Лондоном и Нью-Йорком составляет всего 5600 км (3500 миль), для этого требуется несколько наземных массивов (Ирландия, Ньюфаундленд, Остров Принца Эдуарда и перешеек, соединяющий Нью-Брансуик с Новой Шотландией), а также чрезвычайно приливный залив Фанди и сухопутный маршрут вдоль северного берега Массачусетса от Глостера до Бостона и через довольно застроенные районы к самому Манхэттену. Теоретически, использование этого частичного сухопутного маршрута может привести к тому, что время прохождения туда и обратно будет меньше 40 мс, не считая переключения (что является минимальной скоростью света). На трассах с меньшим количеством земли в долгосрочной перспективе скорости могут приближаться к минимальным значениям скорости света.

### Важность подводных кабелей
В настоящее время 99 % трафика данных, который пересекает океаны, передается по подводным кабелям. Надёжность подводных кабелей высока, особенно когда (как отмечено выше) доступно несколько путей в случае обрыва кабеля. Кроме того, общая пропускная способность подводных кабелей находится в терабитах в секунду, в то время как спутники обычно предлагают только 1000 мегабит в секунду и показывают более высокую задержку. Однако типичная многотерабитная трансокеанская подводная кабельная система стоит несколько сотен миллионов долларов.
Из-за стоимости и полезности этих кабелей они высоко ценятся не только корпорациями, строящими и эксплуатирующими их для получения прибыли, но и национальными правительствами. Например, правительство Австралии считает свои подводные кабельные системы «жизненно важными для национальной экономики». Соответственно, Австралийское управление связи и средств массовой информации (ACMA) создало защитные зоны, которые ограничивают деятельность, которая потенциально может повредить кабели, соединяющие Австралию с остальным миром. ACMA также регулирует все проекты по установке новых подводных кабелей.
Подводные кабели важны как для современных военных, так и для частных предприятий. Американские военные, например, используют подводную кабельную сеть для передачи данных из зон конфликта для командования штатов в США. Прерывание кабельной сети во время интенсивных операций может иметь прямые последствия для военных на местах.

### Инвестиции и финансирование подводных кабелей

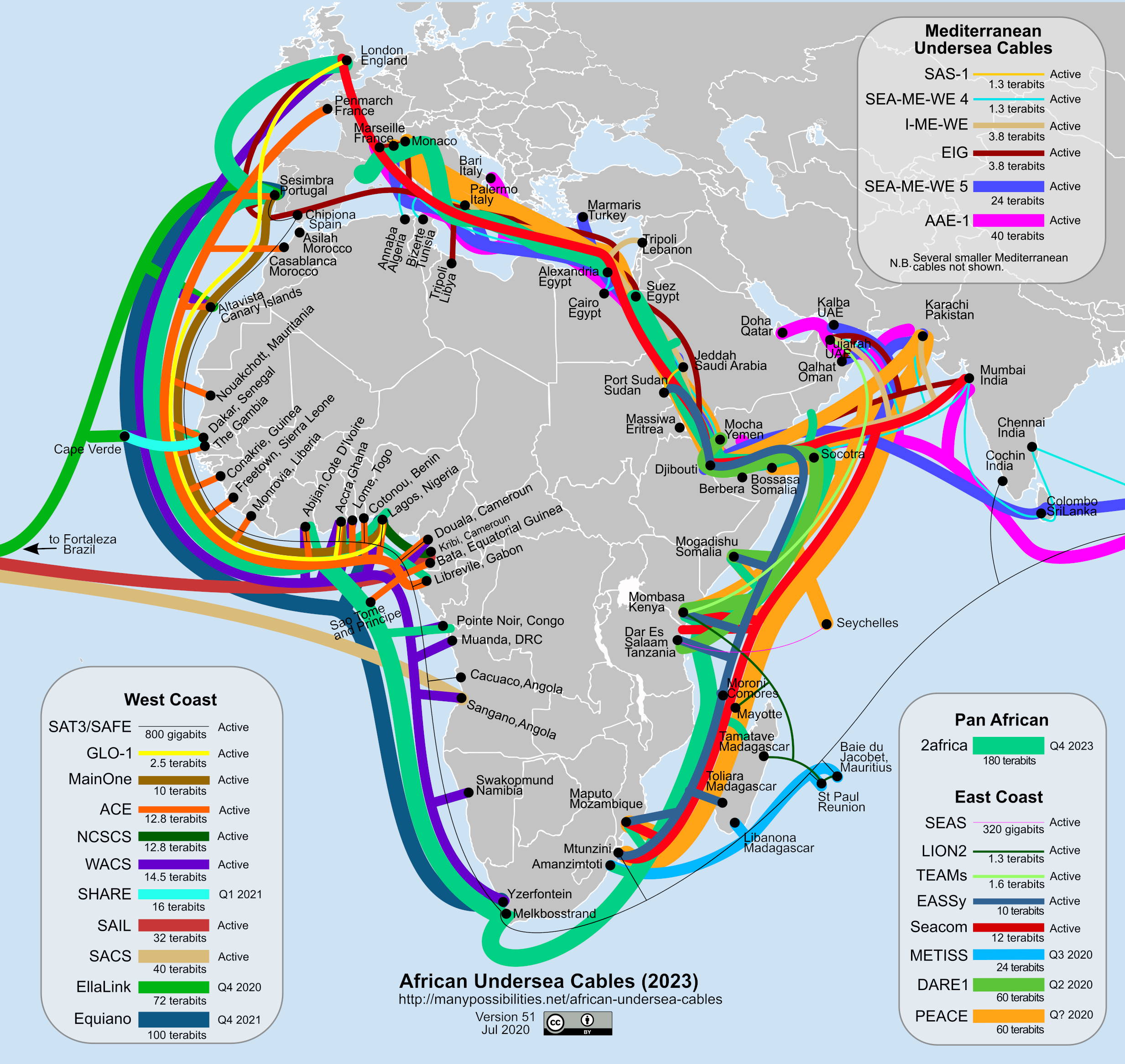
Карта действующих и ожидаемых подводных коммуникационных кабелей, обслуживающих африканский континент.

Почти все оптоволоконные кабели от TAT-8 в 1988 году до приблизительно 1997 года были построены «консорциумом» операторов. Например, TAT-8 насчитывал 35 участников, в том числе большинство крупных международных операторов связи, таких как AT&T Corporation. В конце 1990-х годов были построены два неконсорциальных кабеля, финансируемых из частных источников, что предшествовало массовому спекулятивному рывку по строительству кабелей, финансируемых из частных источников, с инвестициями в размере более 22 миллиардов долларов в период с 1999 по 2001 год. За этим последовало банкротство и реорганизация кабельных операторов, таких как Global Crossing, 360networks, FLAG, WorldCom и Asia Global Crossing.
В последние годы наблюдается тенденция к увеличению пропускной способности подводных кабелей в Тихом океане (прежний уклон всегда заключался в прокладке кабелей связи через Атлантический океан, который разделяет Соединённые Штаты и Европу). Например, в период с 1998 по 2003 год примерно 70 % подводного волоконно-оптического кабеля было проложено в Тихом океане. Это частично является ответом на растущее значение азиатских рынков в мировой экономике.
Несмотря на то, что значительная часть инвестиций в подводные кабели была направлена на развитые рынки, такие как трансатлантические и транзитные маршруты, в последние годы предпринимались все более активные усилия по расширению подводной кабельной сети для обслуживания развивающихся стран. Например, в июле 2009 года подводная волоконно-оптическая кабельная линия обеспечила Восточную Африку более широкополосным подключением к Интернету. Компания, которая предоставила этот новый кабель, была SEACOM, которая на 75 % принадлежит африканцам. Проект был отложен на месяц из-за возросшего пиратства вдоль побережья. На рубеже 2023 и 2024 ожидается запуск огибающей Африку магистрали 2Africa — самый длинный в мире кабель (45 тыс. км) соединит 33 страны.

### Арктика
В 2020 году Россия начала прокладывать трансарктический подводный коммуникационный кабель "Полярный экспресс" вдоль Северного морского пути. Кабель пройдет из Мурманска во Владивосток, будет иметь протяженность 12 650 км и пропускную способностью от 52 до 104 Тбит/с. На 2025 год строительство не ведётся.

### Антарктида
Антарктида — единственный континент, не имеющий подключения подводным телекоммуникационным кабелем. Связь полярных станций с остальным миром осуществляется через спутниковые каналы, которые имеют ограничения по пропускной способности и доступности в высоких широтах: практическое использование геостационарных спутников связи ограничено широтой 82°. Радиосвязь на коротких и ультракоротких волнах используется в пределах материка: внутри полярных станций, между близлежащими станциями, а также с полевыми экспедициями и посещающими Антарктику судами и самолётами. Чтобы быть жизнеспособной альтернативой спутниковым каналам, волоконно-оптический кабель должен выдерживать температуры до −80 °C, а также сильные деформации от движения льда, протекающего до 10 метров в год. Из-за этого подключение к магистральной сети Интернет с высокой пропускной способностью, обеспечиваемой оптоволоконным кабелем, в Антарктике все ещё остается нерешённой технико-экономической проблемой.